# Angami

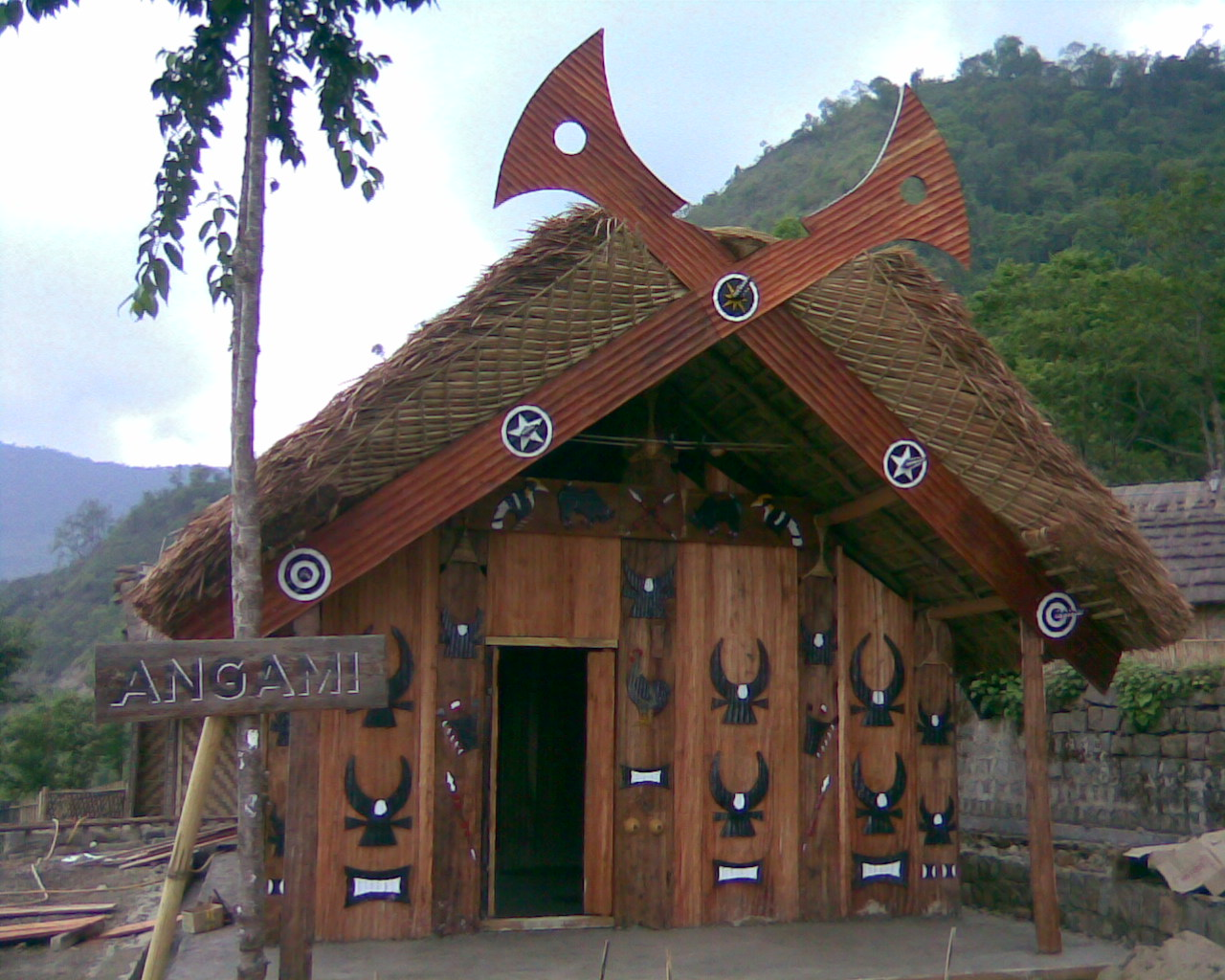
Tradycyjna chata Nagów w skansenie w Kohimie

Angami – jedno z najważniejszym plemion zaliczanych do Nagów zamieszkujących górskie tereny indyskich stanów Nagaland i Manipur. Ich liczebność jest szacowana na ponad 120 tysięcy osób. Posługują się językiem angami z grupy tybeto-birmańskiej. Wskaźnik analfabetyzmu wśród Angamiów jest znacznie niższy niż średnia indyjska, 86% z nich potrafi pisać i czytać w ojczystym języku. W przeszłości byli znani jako łowcy głów.